# Turčianske Jaseno
Turčianske Jaseno ist eine Gemeinde in der Mitte der Slowakei, mit 478 Einwohnern (Stand 31. Dezember 2024) und liegt im Okres Martin, einem Teil des Žilinský kraj.

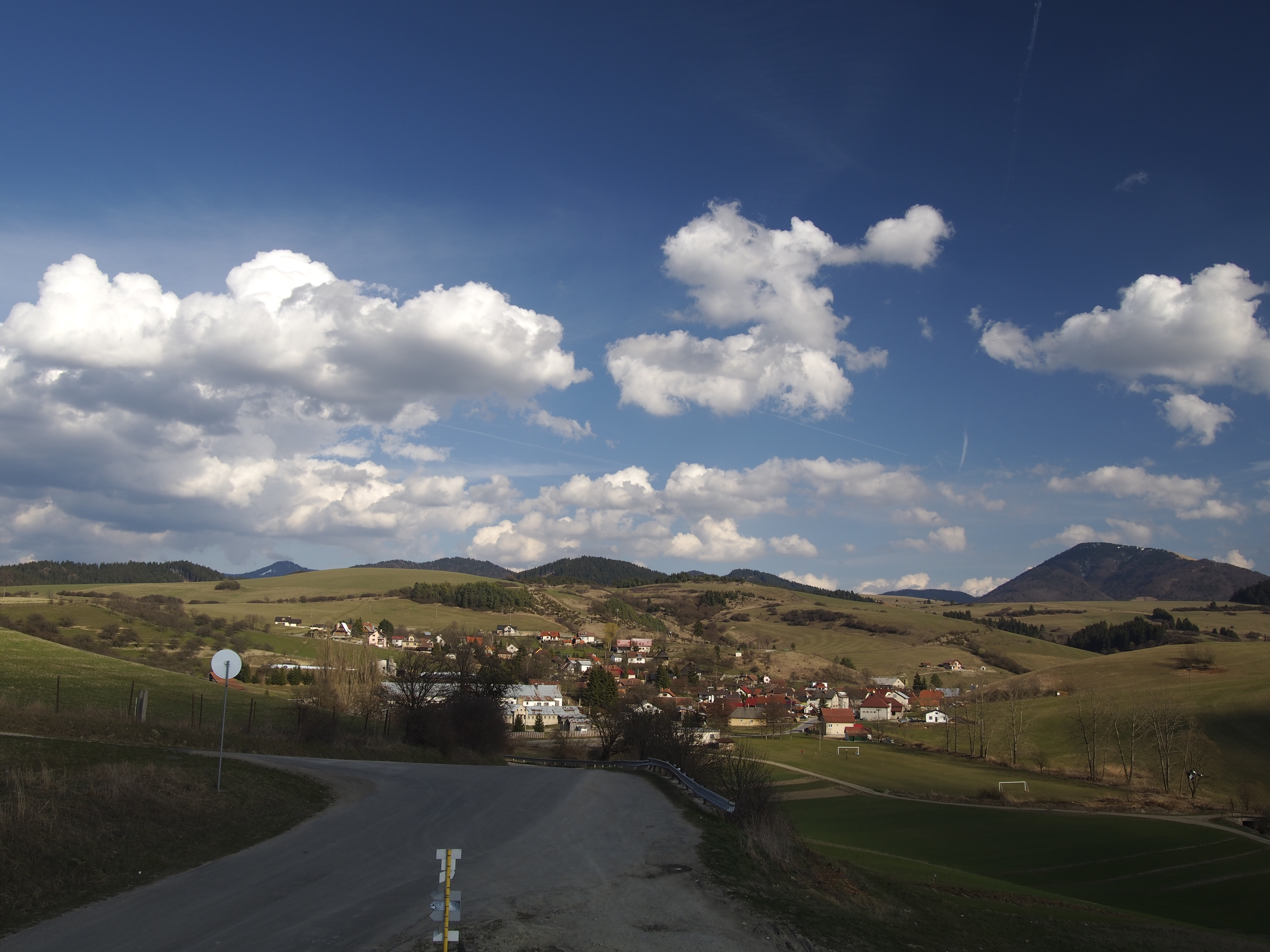

## Geographie
Die Gemeinde liegt im nordöstlichen Teil des Talkessels Turčianska kotlina unterhalb der Großen Fatra, sieben Kilometer südwestlich von Martin gelegen.

## Geschichte
Die heutige Gemeinde entstand 1973 (andere Angaben 1974) durch Zusammenschluss der Orte Dolné Jaseno (historisch auch „Malé Jaseno“, ungarisch Kisjeszen) und Horné Jaseno (historisch auch „Veľké Jaseno“, ungarisch Nagyjeszen), die bis heute Gemeindeteile bleiben.
Historische Besiedlung des heutigen Gemeindegebietes konnte in der Gemarkung Hradište nachgewiesen werden, mit Siedlungen der Puchauer Kultur, aus der Römerzeit sowie Zeit des Großmährens.
Der Ortsteil Dolné Jaseno entstand im 13. Jahrhundert auf einem Stück Land namens Jordán und wird 1374 als Parva Jezen erwähnt, während der Ortsteil Horné Jaseno etwas später gegründet wurde. 1274 wird dieser bloß Jezen, seit dem 14. Jahrhundert zur Unterscheidung Nagh Jezen genannt. 1828 sind in Dolné Jaseno 60 Häuser und 322 Einwohner und in Horné Jaseno 50 Häuser und 316 Einwohner verzeichnet.
Die Geschichte beider Orte ist mit dem Adelsgeschlecht Jesenský verbunden, die aus der heutigen Gemeinde stammt und sich im Laufe der Jahre verästelt hatte. Noch heute trägt fast die Hälfte der Einwohner den Nachnamen Jesenský.

## Bevölkerung
| Jahr                | 1994 | 2004    | 2014    | 2024     |
| ------------------- | ---- | ------- | ------- | -------- |
| Anzahl der Personen | 346  | 354     | 365     | 478      |
| Unterschied         |      | +2,31 % | +3,10 % | +30,95 % |

| Jahr                | 2023 | 2024    |
| ------------------- | ---- | ------- |
| Anzahl der Personen | 470  | 478     |
| Unterschied         |      | +1,70 % |

## Sehenswürdigkeiten
- frühgotische Kirche St. Margaret aus dem Ende des 13. Jahrhunderts, mit erhaltener mittelalterlichen Wandmalerei
- klassizistische Kirche A. B. aus dem Jahr 1783, mit dem erst 1908 erbauten Turm
- 1996 gegründetes Gedenkzimmer, das sich sowohl der Gemeindegeschichte als auch der Geschichte der Jesenskýs und im Einzelnen des Jan Jessenius widmet